# Live in Scandinavia
Live in Scandinavia är en liveskiva av Ane Brun, utgiven 2007.

## Låtlista[1]
1. "Are They Saying Goodbye" - 4:13
2. "To Let Myself Go" - 3:21
3. "Rubber & Soul" - 3:30
4. "This Voice" - 2:53
5. "My Lover Will Go" - 4:54
6. "Temporary Dive" - 5:05
7. "Balloon Ranger" - 3:30
8. "So You Did It Again" - 2:31
9. "The Dancer" - 5:07
10. "Changing of the Seasons/Fight Song" - 9:05
11. "Where Friends Rhymes with End" - 3:59
12. "So Real" - 1:59
13. "Song no 6" - 4:59
14. "Lift Me" - 5:23
15. "Drowning in Those Eyes" - 3:17
16. "On Off" - 4:46
17. "Laid in Earth" - 4:13